# Mikel Dañobeitia
Mikel Dañobeitia est un footballeur espagnol né le 5 mars 1986 à Barakaldo. Son poste de prédilection est attaquant.
Mikel Dañobeitia a joué 24 matchs en 1re division espagnole avec l'Athletic Bilbao.

## Palmarès
Vierge